# Dorfkirche Jägersdorf

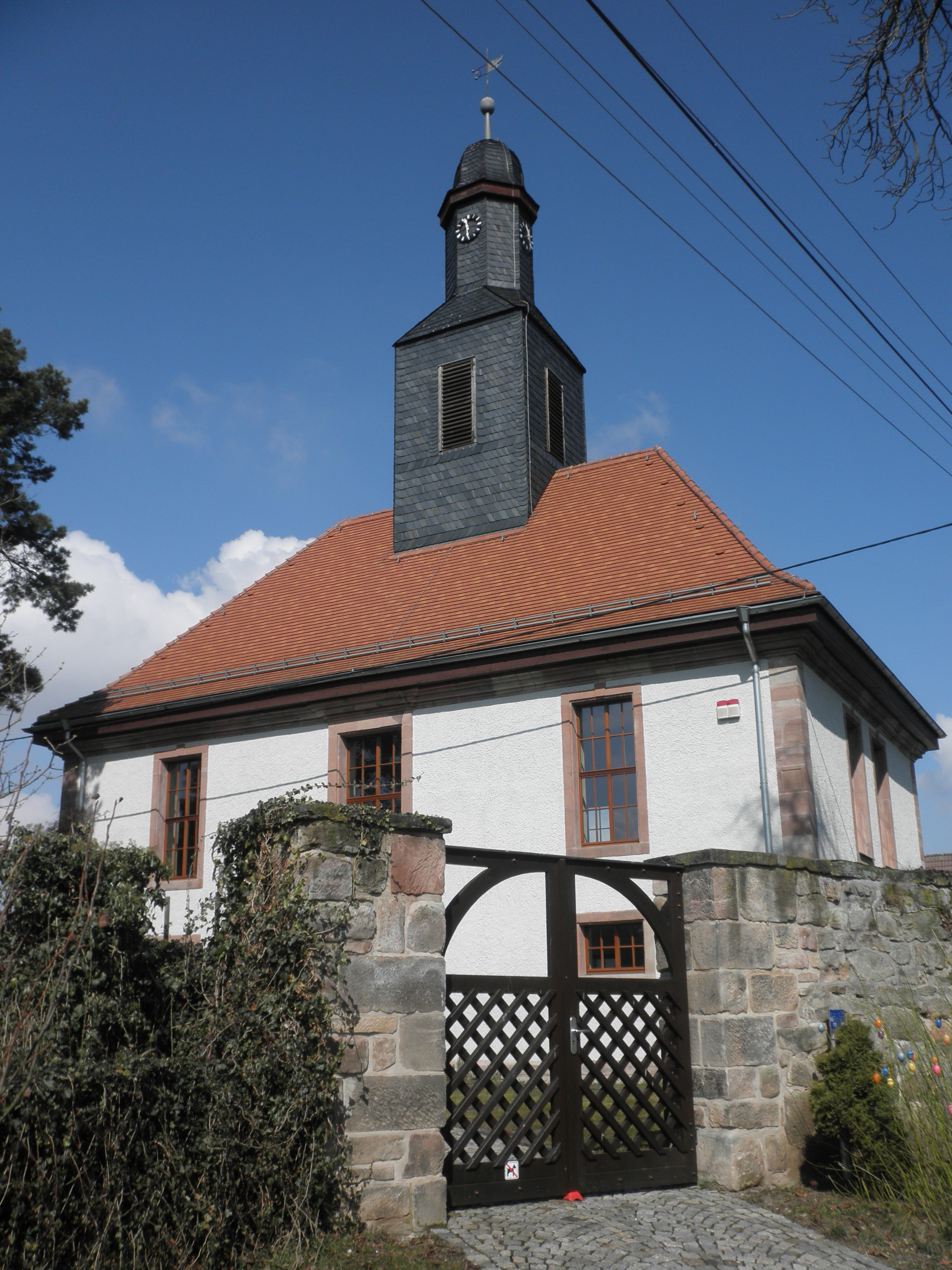
Die Kirche

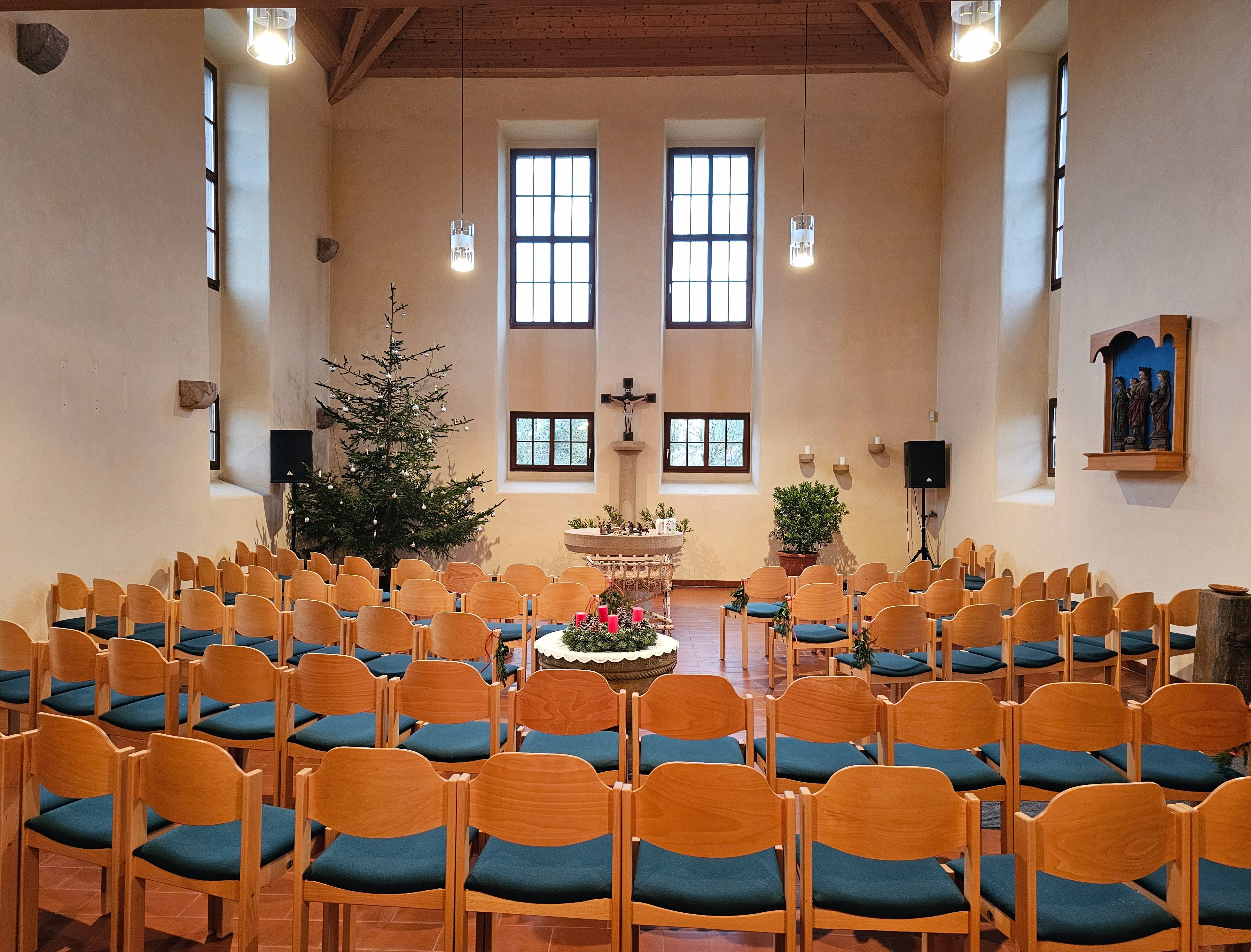
Innenraum (2023)

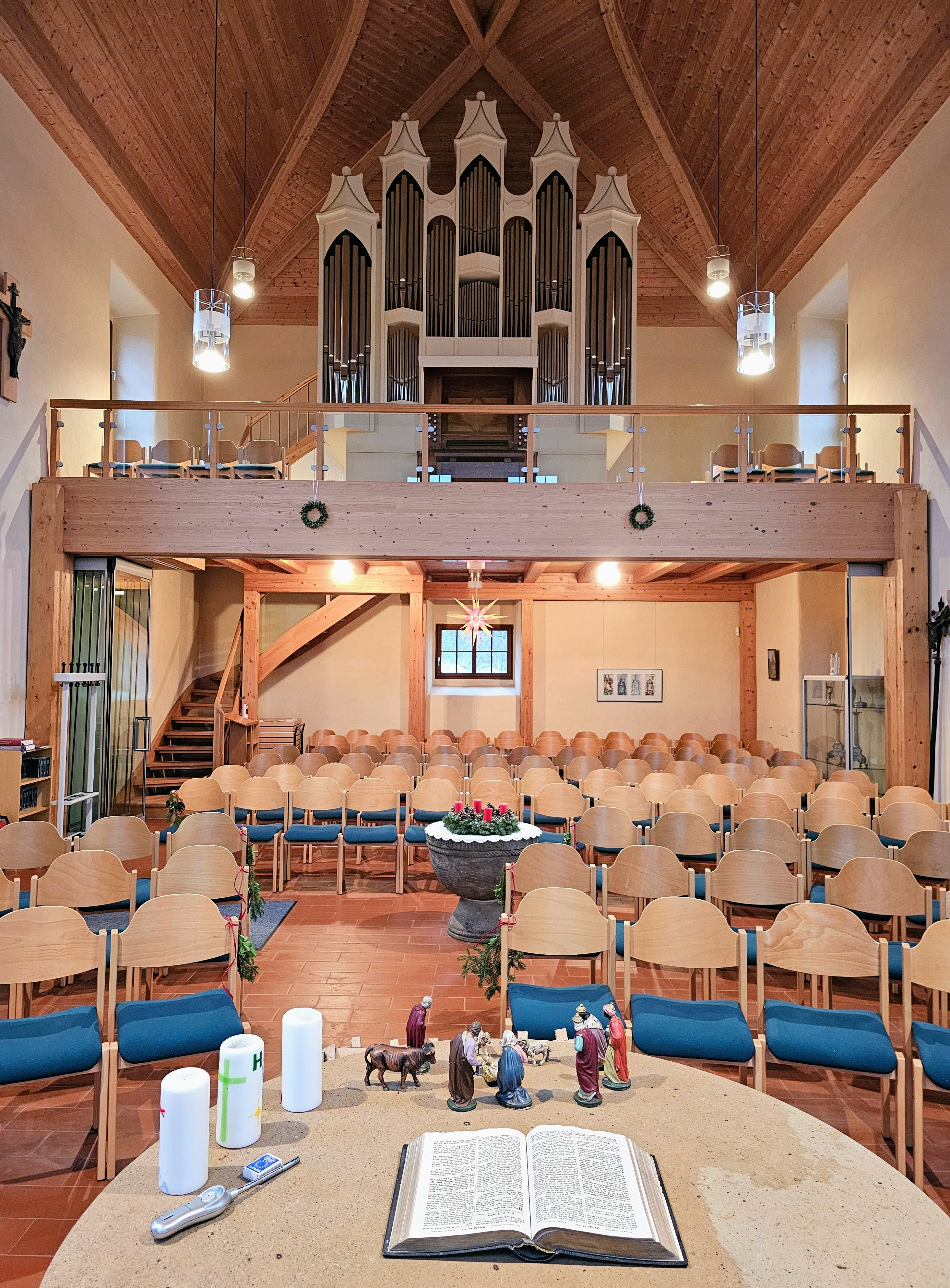
Blick zur Orgel

Die Dorfkirche Jägersdorf steht im Ortsteil Jägersdorf der Gemeinde Schöps im Saale-Holzland-Kreis in Thüringen. Die Kirche gehört zum Kirchenkreis Jena.

## Lage
Die weithin sichtbare Kirche befindet sich auf einer östlich erhöhten Etage der Saaleaue am Eingang eines langgezogenen Wiesen- und Waldtales. Um zur Bundesstraße 88 zu gelangen, ist die Saale über eine Brücke zu queren und die dann folgende stark befahrene Bahnstrecke Berlin-München.

## Geschichte
Jägersdorf wurde am 28. November 1228 erstmals urkundlich genannt. Vermutlich besaß der Ort um diese Zeit ein Kirchengebäude. Erst 1713 wurde über die baufällige Kirche nachweislich beraten. Zu dieser Zeit erfolgte dann der Neubau. Der Bau soll nur ein Vierteljahr gedauert haben.
Am 17. September 2002 brannte die Jägersdorfer Kirche infolge eines Unfalls bis auf die tags zuvor abgenommenen Glocken ab. Die Arbeiten zum Wiederaufbau der Jägersdorfer Kirche fanden am 16. September 2010 mit der krönenden Orgelweihe ihren Abschluss.

## Orgel

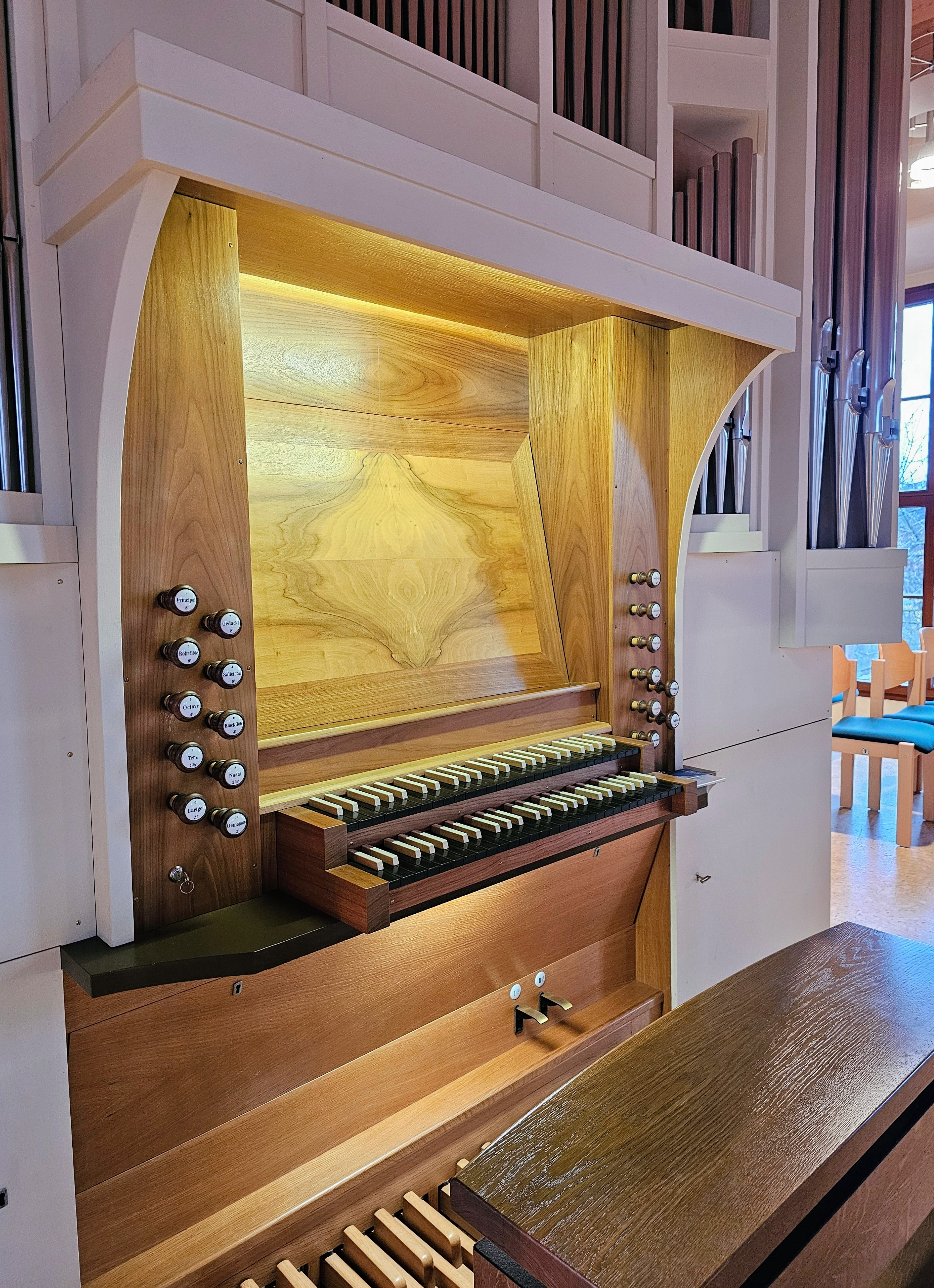
Spielanlage der Orgel

Die Orgel wurde von Orgelbau Kutter 2010 neu erbaut und verfügt über elf klingende Register auf zwei Manualen und Pedal. Die Register des II. Manuals sind entweder im I. oder II. Manual über Wechselschleifen nutzbar. Die Ton- und Registertraktur ist mechanisch.
Die Disposition lautet wie folgt:
| I Manual C–d3 |            |          |
| 1.            | Principal  | 8′       |
| 2.            | Rohrflöte  | 8′       |
| 3.            | Gedackt    | 8′       |
| 4.            | Salicional | 8′       |
| 5.            | Octave     | 4′       |
| 6.            | Blockflöte | 4′       |
| 7.            | Nasat      | 2 ⁄3′    |
| 8.            | Gemshorn   | 2′       |
| 9.            | Terz       | 1 3⁄5′   |
| 10.           | Larigot II | 2′+1 ⁄3′ |

| II Manual C–d3 |            |       |
|                | Gedackt    | 8′    |
|                | Salicional | 8′    |
|                | Blockflöte | 4′    |
|                | Nasat      | 2 ⁄3′ |
|                | Gemshorn   | 2′    |

| Pedal C–d1 |          |     |
| 11.        | Subbaß   | 16′ |
| 12.        | Baßflöte | 8′  |

- Koppeln: I/P, II/P
- Tremulant